# Arianna Acuti
Arianna Acuti (Massa Marittima, 20 ottobre 1996) è una calciatrice italiana, attaccante del Genoa.

## Carriera

### Club
Acuti cresce calcisticamente nelle giovanili del Siena, società nella quale, sedicenne, viene aggregata alla prima squadra che nella stagione 2011-2012 disputa la Serie A2, secondo livello del Campionato italiano femminile di calcio. Il tecnico Oliviero Montanelli la impiega già dalla 1ª giornata di campionato, dove debutta il 9 ottobre, nell'incontro vinto 5-0 sulle avversarie dello Spezia rilevando al 62' Giulia Di Camillo e siglando la sua prima rete quattro minuti più tardi portando il risultato sul parziale 3-0. Al termine della stagione, pur marcando solamente altre due presenze in campionato, Acuti festeggia con le compagne la promozione in Serie A, ottenuta prima con la conquista del secondo posto nel girone C dietro al Grifo Perugia e poi superando le Grifoncelle per 1-0 nella finale degli spareggi promozione, tuttavia la società, che nella successiva estate perde lo sponsor principale, è costretta a rinunciare all'iscrizione optando per la Serie C Toscana.
All'inizio della stagione 2012-2013 Acuti è tra le poche ragazze che decidono di rimanere con la società che con un organico ampiamente ridimensionato non riesce a ritrovare competitività concludendo il campionato al decimo posto.
Durante il calciomercato estivo 2013 Acuti decide di trasferirsi al Castelfranco per giocare in Serie B dal campionato entrante. Condivide con le compagne il campionato giocato sempre ad alto livello e costantemente nelle prime posizioni, dovendo cedere al suo termine solo al Cuneo, unica squadra a battere le toscane durante la stagione, il primo posto nel girone C e la conseguente promozione in Serie A, e raggiungendo anche le semifinali di Coppa Italia.
Durante l'estate 2016 l'Empoli maschile decide di istituire una sua sezione femminile rilevando la quota maggioritaria del Castelfranco e iscrivendo al suo posto per la stagione di Serie B 2016-2017 la squadra dell'Empoli Ladies che gioca con simboli, maglie e colori sociali della squadra maschile. Acuti viene confermata anche dalla nuova realtà societaria condividendo con l'organico, largamente basato sulla squadra della stagione precedente, un campionato di vertice con le uniche avversarie in grado di alternarsi alla prima posizione, la Novese, ma che alla fine vedranno le toscane conquistare la prima posizione e la promozione in Serie A. Con 6 reti su 20 incontri giocati in campionato risulta la quarta marcatrice della squadra, ai quali si aggiungono i tre centri in Coppa Italia.
La prima stagione nel campionato di vertice si rivela impegnativa per Acuti e compagne, con la squadra che stenta a uscire dalla parte bassa della classifica; il tabellino a fine stagione è di 22 presenze totali con 4 reti all'attivo, di cui rispettivamente 19 e 3 in campionato. L'Empoli, con sole 3 vittorie e 2 pareggi, totalizza 11 punti e conclude il campionato al dodicesimo e ultimo posto, con conseguente retrocessione in Serie B.
L'attaccante rimane anche per la stagione successiva, con la squadra che nel campionato cadetto dopo un inizio altalenante dalla decima giornata raggiunge il secondo posto mantenendolo fino alla fine, posizione che consente alla squadra la nuova promozione in Serie A. Acuti è tra le protagoniste del ritorno in massima serie per la società toscana che con 13 reti, a pari merito con Francesca Papaleo, risulta la migliore realizzatrice dell'Empoli.
Dopo cinque stagioni di fila all'Empoli, nel luglio 2021 Acuti si è trasferita al Napoli.

## Palmarès
- Campionato italiano di Serie A2: 1

Empoli: 2011-2012
- Campionato italiano di Serie B: 1

Empoli: 2016-2017

## Statistiche

### Presenze e reti nei club parziali
Statistiche aggiornate al 19 maggio 2025.
| Stagione             | Squadra              | Campionato           | Campionato | Campionato | Coppe nazionali | Coppe nazionali | Coppe nazionali | Coppe continentali | Coppe continentali | Coppe continentali | Altre coppe | Altre coppe | Altre coppe | Totale | Totale |
| Stagione             | Squadra              | Comp                 | Pres       | Reti       | Comp            | Pres            | Reti            | Comp               | Pres               | Reti               | Comp        | Pres        | Reti        | Pres   | Reti   |
| -------------------- | -------------------- | -------------------- | ---------- | ---------- | --------------- | --------------- | --------------- | ------------------ | ------------------ | ------------------ | ----------- | ----------- | ----------- | ------ | ------ |
| 2016-2017            | Empoli               | B                    | 20         | 6          | CI              | ?               | ?               |                    | -                  | -                  |             | -           | -           | 20+    | 6+     |
| 2017-2018            | Empoli               | A                    | 19         | 3          | CI              | 3               | 1               |                    | -                  | -                  |             | -           | -           | 22     | 4      |
| 2018-2019            | Empoli               | B                    | 22         | 13         | CI              | 2               | 1               |                    | -                  | -                  |             | -           | -           | 24     | 14     |
| 2019-2020            | Empoli               | A                    | 15         | 3          | CI              | 1               | 0               |                    | -                  | -                  |             | -           | -           | 16     | 3      |
| 2020-2021            | Empoli               | A                    | 22         | 4          | CI              | 3               | 0               |                    | -                  | -                  |             | -           | -           | 25     | 4      |
| Totale Empoli Ladies | Totale Empoli Ladies | Totale Empoli Ladies | 98         | 29         |                 | 9+              | 2+              |                    | -                  | -                  |             | -           | -           | 107+   | 31+    |
| 2021-2022            | Napoli               | A                    | 18         | 1          | CI              | 1               | 1               |                    | -                  | -                  |             | -           | -           | 19     | 2      |
| 2022-2023            | Parma                | A                    | 10         | 1          | CI              | 1               | 1               |                    | -                  | -                  |             | -           | -           | 11     | 2      |
| 2023-2024            | Genoa                | B                    | 28         | 3          | CI              | 0               | 0               |                    | -                  | -                  |             | -           | -           | 28     | 3      |
| 2024-2025            | Genoa                | B                    | 27         | 12         | CI              | 1               | 0               | -                  | -                  | -                  | -           | -           | -           | 28     | 12     |
| 2025-2026            | Genoa                | A                    | -          | -          | CI              | -               | -               |                    | -                  | -                  | AWC         | -           | -           | -      | -      |
| Totale Genoa         | Totale Genoa         | Totale Genoa         | 55         | 15         |                 | 1               | 0               |                    | -                  | -                  |             | -           | -           | 56     | 15     |
| Totale carriera      | Totale carriera      | Totale carriera      | 181+       | 45+        |                 | 12+             | 4+              |                    | -                  | -                  |             | -           | -           | 193+   | 49+    |